# Barmbek-Nord
Barmbek-Nord (en baix alemany Barmbeek-Noord) és un barri del bezirk d'Hamburg-Nord a la ciutat estat d'Hamburg a Alemanya. El 2011 tenia 37.875 habitants sobre una superfície de 3,9 km². El barri se situa entre el Seebek a l'est, l'Osterbek al sud, la línia del ferrocarril de rodalia S1 a l'oest i Bramfeld al nord.

## Història

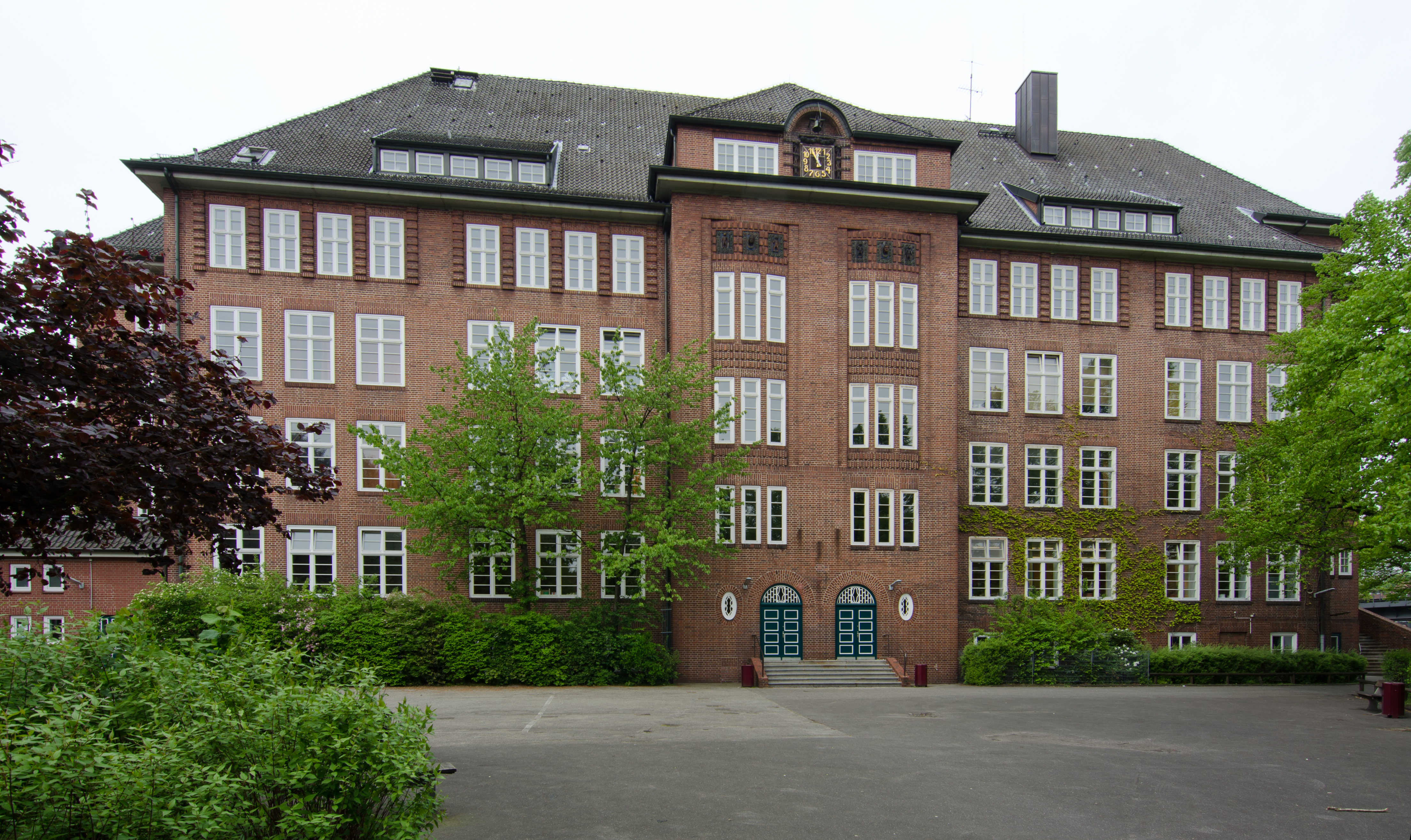
Escola al carrer Tieloh (arquitecte: F. Schumacher)

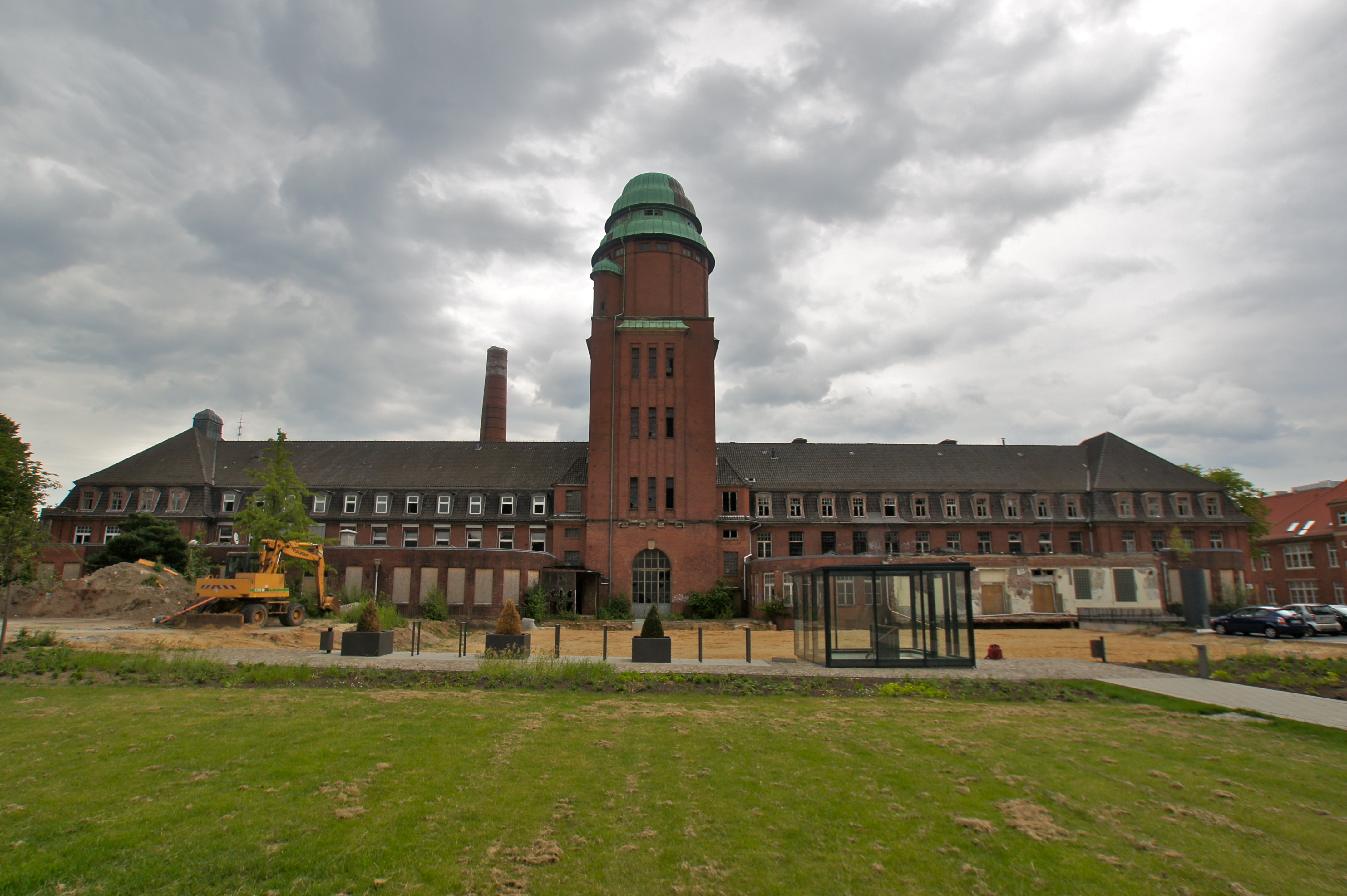
Ala de l'antic hospital amb torre d'aigua
(arquitecte: Friedrich Ruppel)

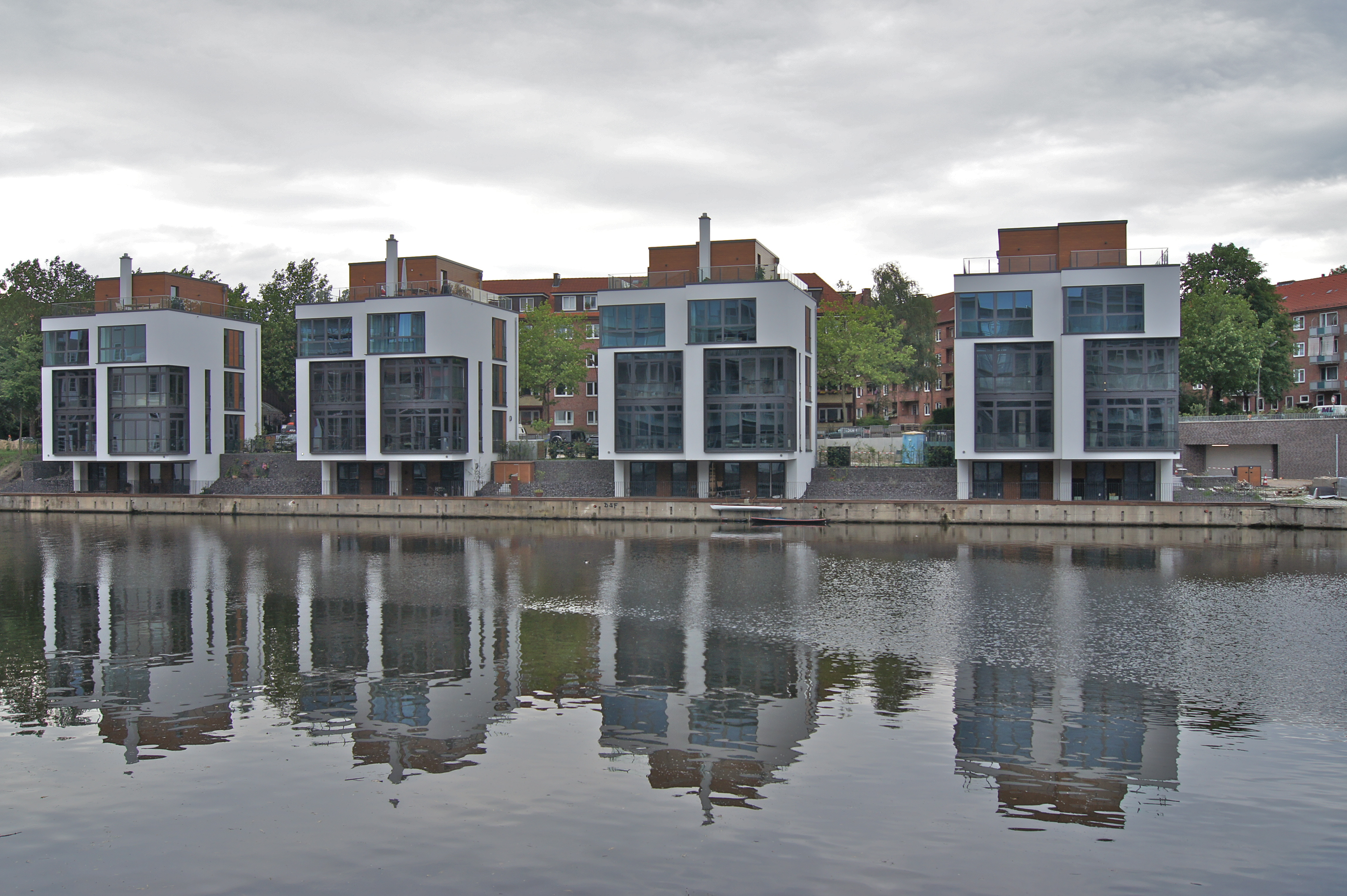
Immobles nous al marge de l'Osterbek

El nom prové del baix alemany Bornebeke el que significa: rierol de la font, un antic nom de l'Osterbek. El barri és una part d'una parròquia històrica de Barmbek, que cobria els actuals barris de Barmbek-Nord, Barmbek-Sud i Dulsberg. El primer esment del poble Barnebeke data del 1271 quan l'arquebisbe Hildebold de Bremen va donar la meitat d'una masia del poble de Barnebeke al capítol d'Hamburg. El 1275 Enric i Meinric de Heunebroke van vendre una masia barmbekesa al monestir d'Harvestehude. El centre històric desaparegut del poble es trobava a la riba esquerra de l'Osterbek, actualment a Barmbek-Sud. El 1306 la ciutat hanseàtica d'Hamburg va adquirir els drets als rius Barnebeke i Eilenbeke. A poc a poc totes les masies del poble van escaure a l'Hospital del sant Esperit d'Hamburg fins que el 1355 el comte de Holstein li va vendre tot poble «per a l'eternitat». Després de l'adveniment del luteranisme el 1529 les possessions de l'església catòlica van caure sota la gerència dels ancians (Oberalten) de la comunitat protestant.
El poble rural va transformar-se a la segona meitat del segle. La canalització de l'Osterbek, la construcció de l'estació de mercaderies (tot just fora de Barmbek a Winterhude) van atreure la indústria. Una de les més conegudes va ser la New-York Hamburger Gummi-Waaren Fabrik, una fàbrica de cautxú, oberta el 1871. La transformació en barri obrer va accelerar-se quan el 1883 milers de famílies dels quarters populars a les illes Kehrwieder i Wandrahm van ser expropiades per a construir l'eixample del Port d'Hamburg i els magatzems de l'Speicherstadt. A l'inici es construïen edificis de pisos barats de poca qualitat. Després de la Primera Guerra Mundial, l'arquitecte-urbanista Fritz Schumacher va dissenyar el quarter de la plaça Habichtsplatz, el conjunt contigu de blocs de pisos més llarg de l'època, d'una concepció molt moderna amb instal·lacions comunes com a bugaderia, banys i jardins penjants. A la mateixa època, l'Hamburger Hochbahn, la companyia del metro hi va instal·lar els seus tallers i la seva central elèctrica. Altres empleadors majors van ser la fàbrica de margarina Voss (1910) i l'hospital general (1910-15).
Moltes edificis van ser destruïts durant l'Operació Gomorra a la Segona Guerra Mundial. Parcialment van ser reconstruïdes, però també es va aprofitar per a eixamplar les carreteres en conseqüència de la moda tot per al cotxe el que va reduir la qualitat del concepte urbanístic humanista de Fritz Schumacher. La indústria pesant va deixar el barri i seguir el desenvolupament del port nou al marge esquerre de l'Elba. El rius canalitzats van esdevenir endrets molt desitjats per a habitatges i despatxos. La fàbrica de cautxú va transformar-se en despatxos i Museu del Treball. El portal de l'antiga fàbrica de margarina avui conté l'arxiu de la Cambra dels arquitectes d'Hamburg.
Les comunicacions molts bons via les estacions de la U3 i de la S1 i l'ocàs de la indústria pesant fan que el barri, molt prop del centre de la ciutat però amb lloguers menys repugnants, torna a ésser de moda.

## Llocs d'interès
- Torre Zombeck al costat de l'estació de rodalia de Barmek

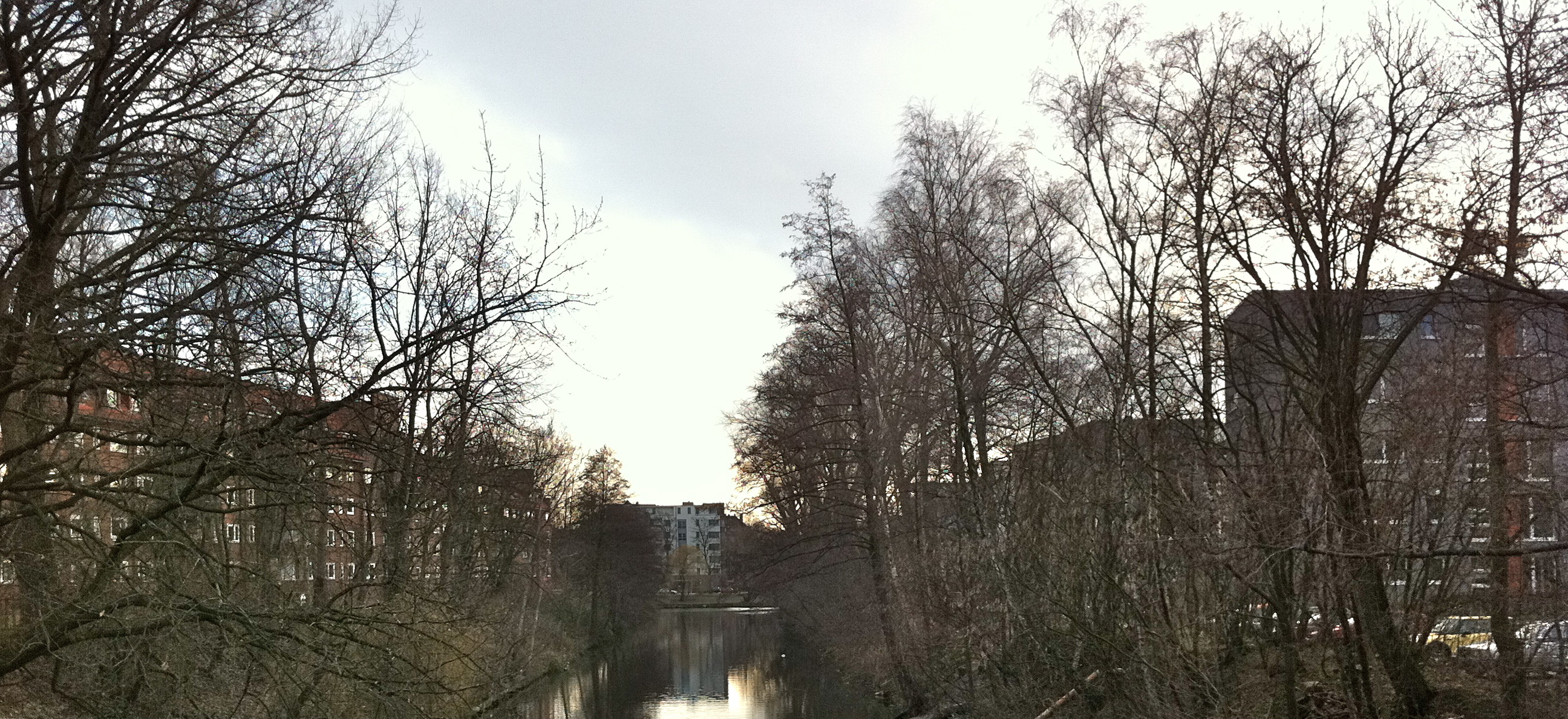
Confluència de l'Osterbek i del Barmbeker Stichkanal
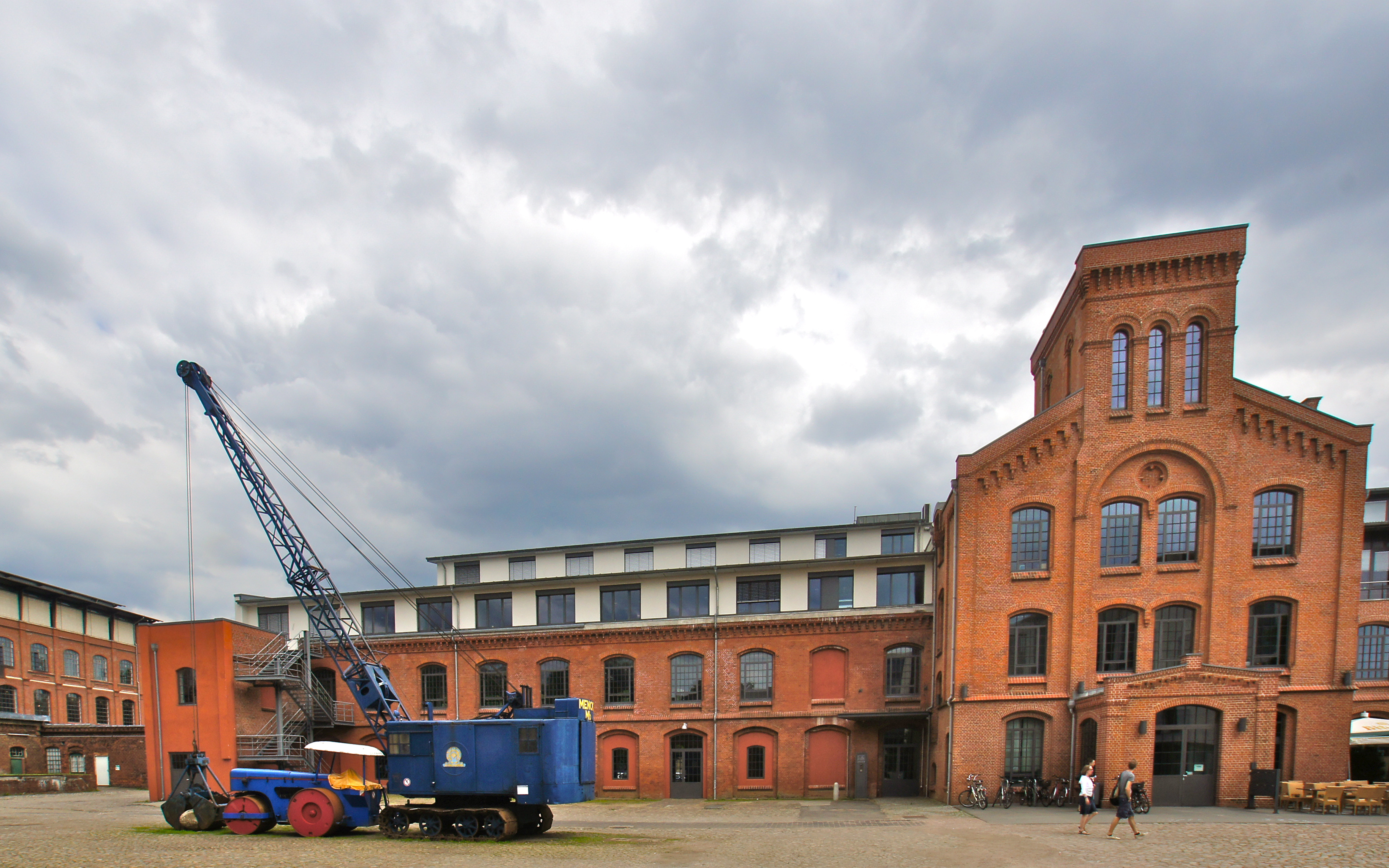
Museu del Treball
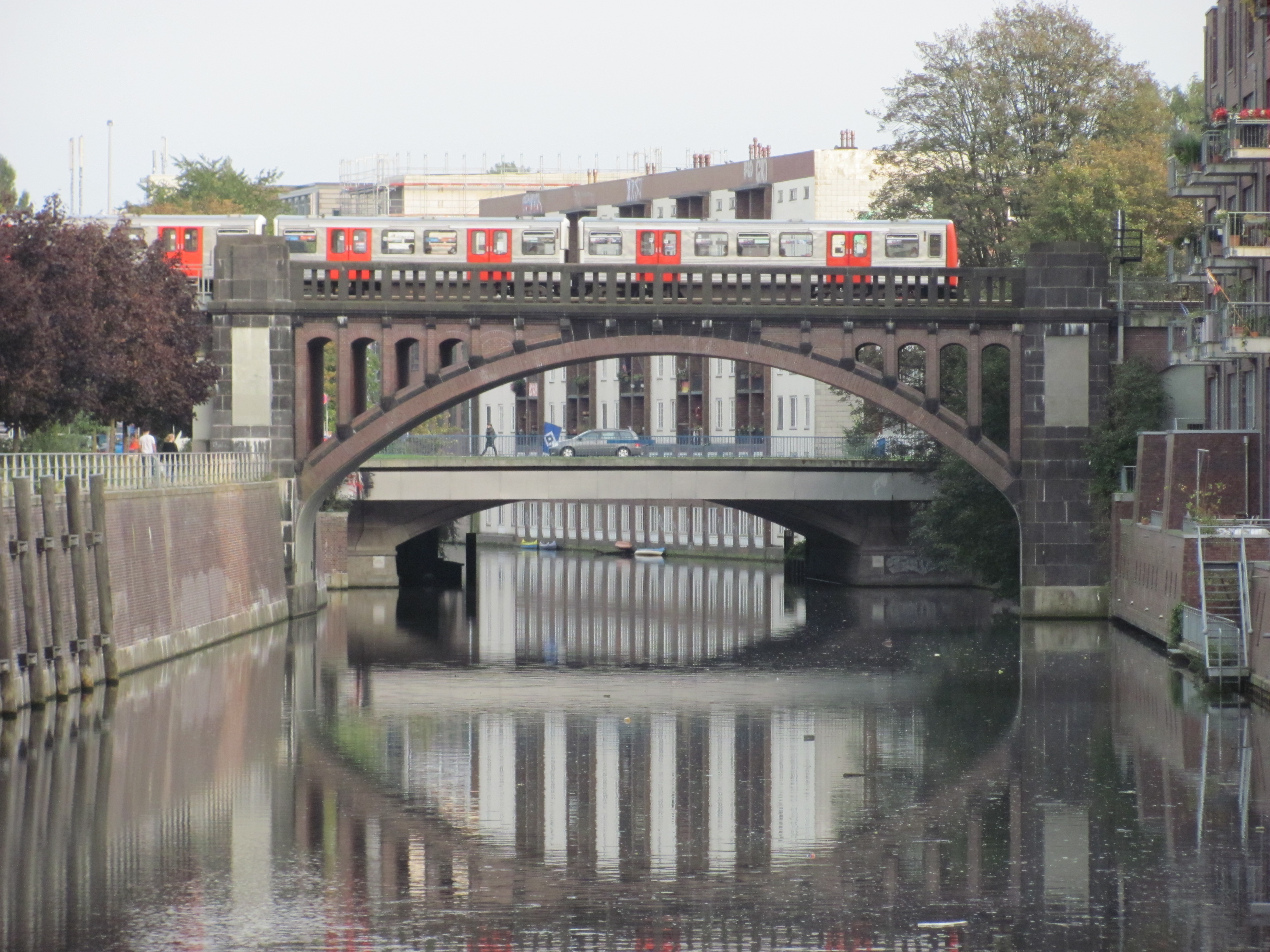
Pont i trenoducte a l'Osterbek
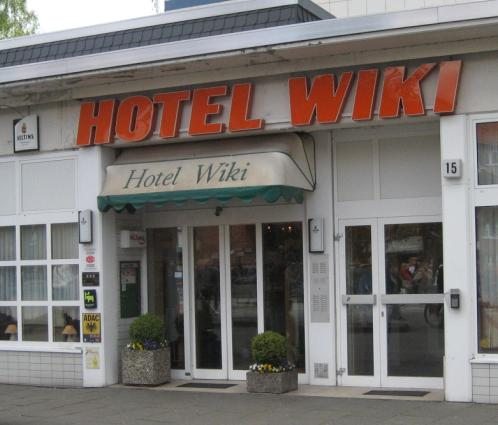
Hotel Viqui
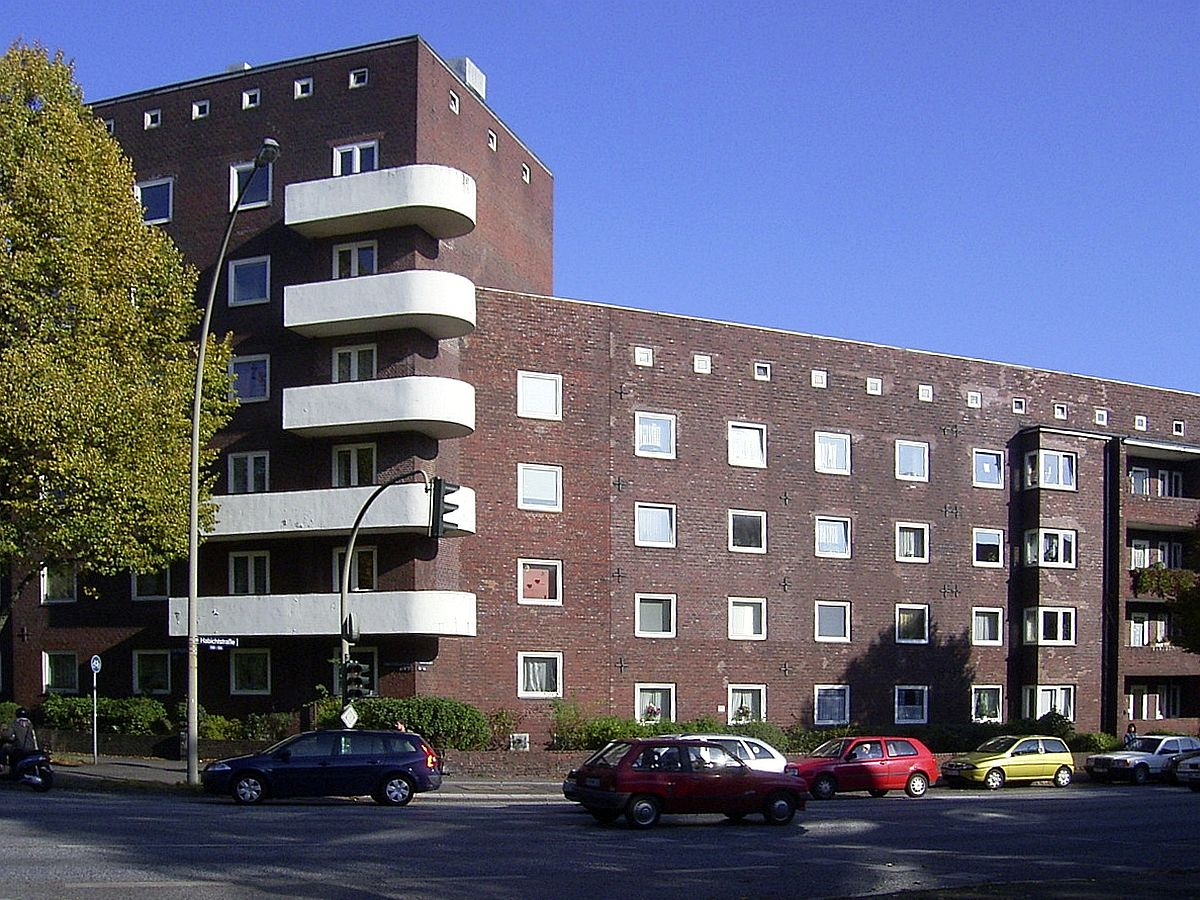
Immoble al carrer Habichtstrasse (arquitecte: Karl Schneider)
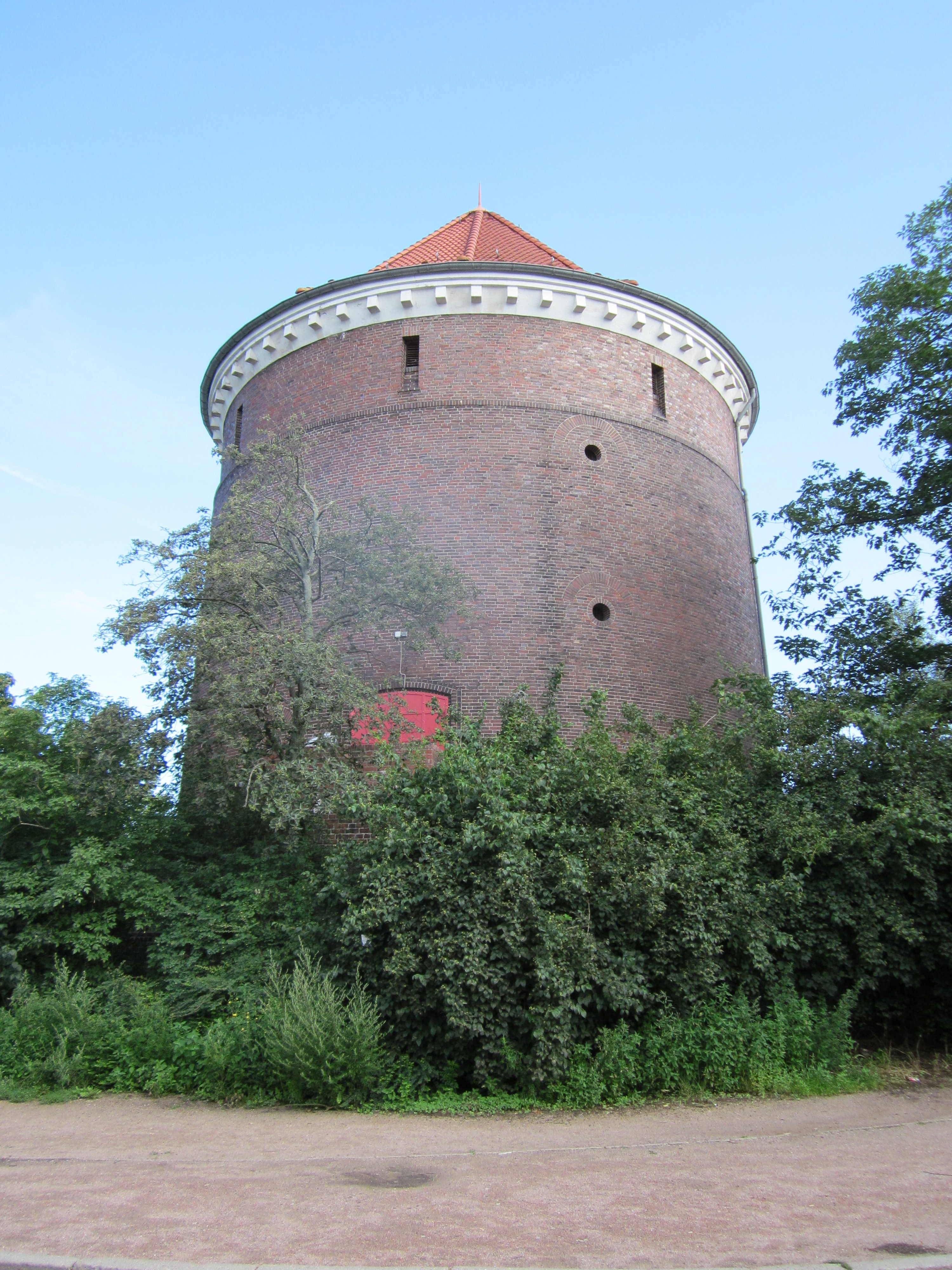
La Torre Zombeck al carrer Wiesendamm
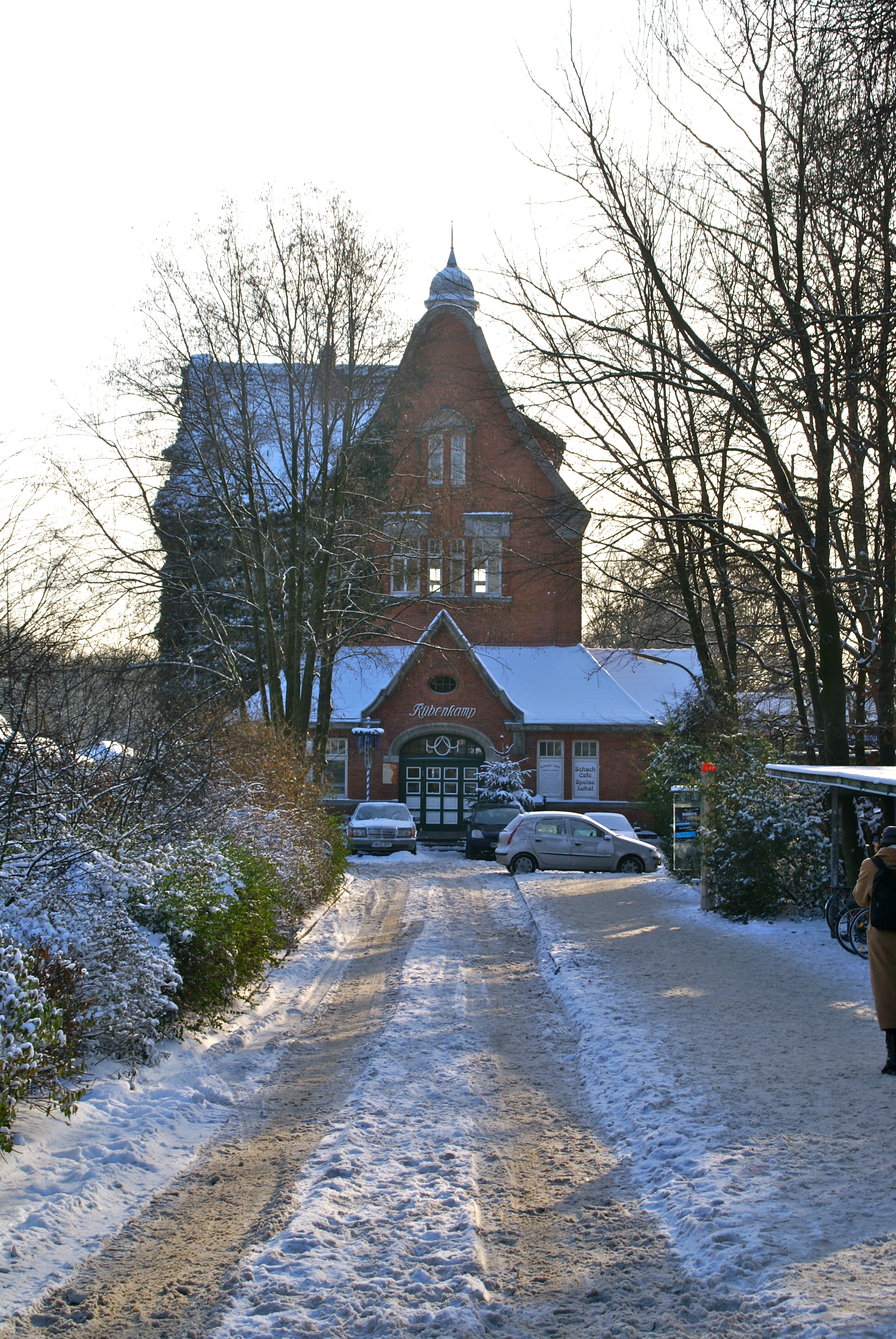
L'antiga estació de rodalia Rübenkamp amenaçat d'enderroc el 1984 però salvat per una acció cívica i transformat en Cafe dels Escacs molt freqüentat.
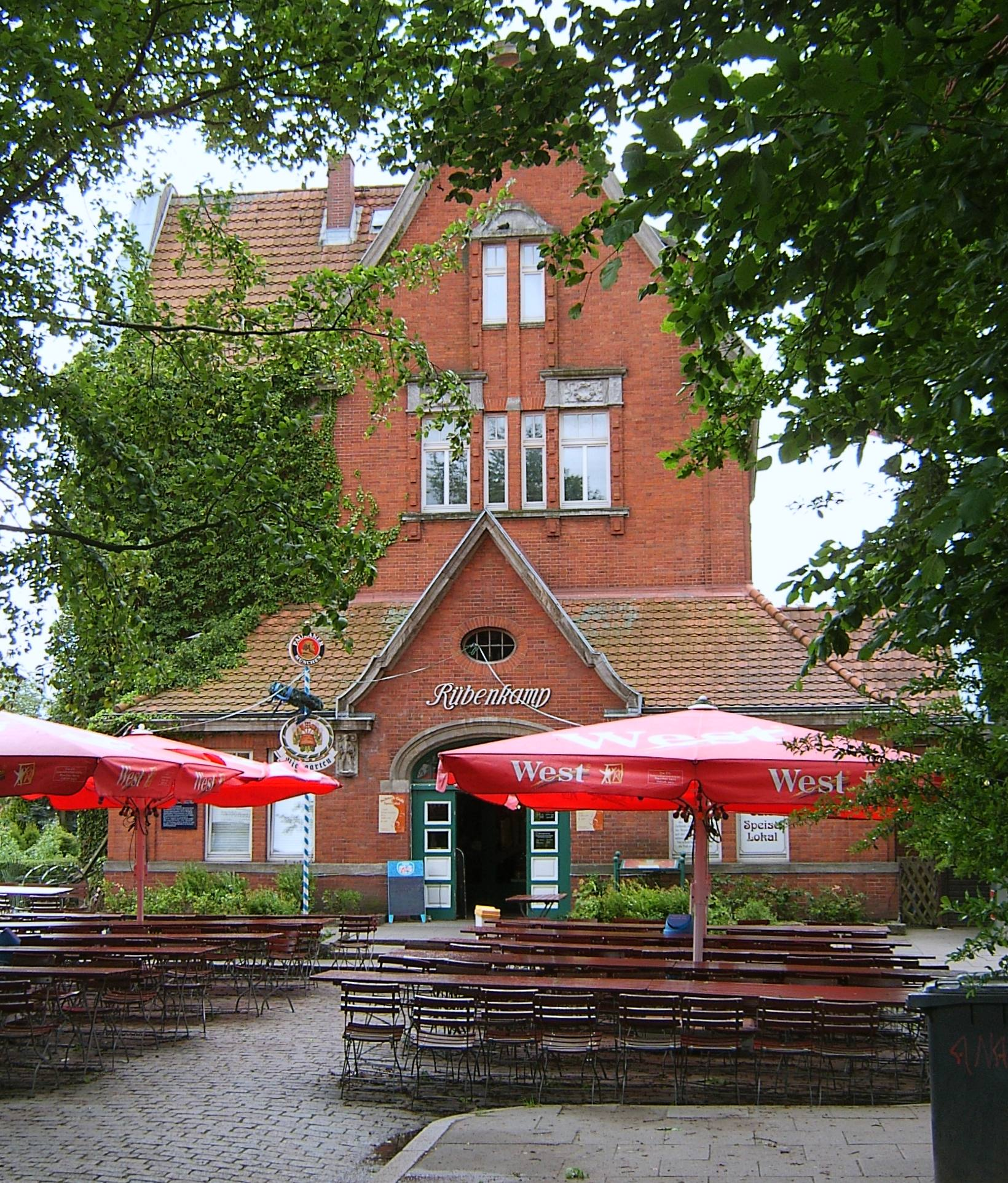
L'estació a la primavera

## Fills predilectes
- Bert Kaempfert (1923-1983), compositor i director d'orquestra